# Нікісялка-Мала
Нікісялка-Мала (пол. Nikisiałka Mała) — село в Польщі, у гміні Опатув Опатовського повіту Свентокшиського воєводства.
Населення — 90 осіб (2011).
У 1975-1998 роках село належало до Тарнобжезького воєводства.

## Демографія
Демографічна структура на день 31 березня 2011 року:
|          | Загалом | Допрацездатний вік | Працездатний вік | Постпрацездатний вік |
| -------- | ------- | ------------------ | ---------------- | -------------------- |
| Чоловіки | 43      | 2                  | 34               | 7                    |
| Жінки    | 47      | 4                  | 25               | 18                   |
| Разом    | 90      | 6                  | 59               | 25                   |